# Одиша (футбольный клуб)
«Одиша» (англ. Odisha Football Club) — индийский футбольный клуб из Бхубанешвара, штат Одиша. Выступает в Индийской суперлиге. До августа 2019 года клуб назывался «Дели Дайнамос» и базировался в Дели.

## История
Официально основан 21 апреля 2014 года, как одна из восьми «франшиз» вновь созданной лиги. Среди зарубежных игроков, выступавших за клуб в сезоне-2014, — особо выделяется Алессандро Дель Пьеро (победитель Чемпионата мира 2006), также имеют опыт выступлений в сильнейших национальных лигах Европы датчане Мадс Юнкер и Мортен Скоубо, вратари Марек Чех и Кристоф ван Хаут. Были привлечены и некоторые другие иностранцы; играли в команде, конечно, и индийцы (игроки из I-League — собственно чемпионата Индии, в т.ч. игроки сборной Индии).
Команда заняла 5-е место по итогам 14 туров «регулярного» первенства лиги.